# Эсебуа, Кристина
Кристина Эсебуа (груз. ქრისტინე ესებუა; род. 19 марта 1985, Хобский район, Самегрело — Земо-Сванети) — грузинская лучница, участница соревнований по стрельбе из олимпийского лука. Она участвовала в четырёх Олимпийских играх

## Летние Олимпийские игры 2004 года
Эсебуа представляла Грузию на летних Олимпийских играх 2004 года. В женском индивидуальном рейтинговом раунде она заняла 22-е место с результатом 636 баллов (72 выстрела). В первом раунде на выбывание она попала на Рину Кумари из Индии, показавшей 43-й результат. Эсебуа проиграла матч со счётом 153:149 и покинула соревнования.

## Летние Олимпийские игры 2008 года
На летних Олимпийских играх 2008 года в Пекине Эсебуа завершила рейтинговый раунд с 643 очками. Она стала 17-й сеяной в финальной сетке соревнований, попав на Юки Хаяси в первом раунде. При счёте 102:102 потребовалась перестрелка для выявления победителя, в которой Эсебуа набрала девять очков, а Хаяси — восемь. В следующем раунде соперницей Эсебуа стала Эльпида Романци, и снова исход матча пришлось решать с помощью дополнительного раунда. На этот раз Романци вышла в следующий раунд, набрав десять очков против девяти Эсебуа.

## Летние Олимпийские игры 2012 года
На Летних Олимпийских играх 2012 года Эсебуа была 34-й после рейтингового раунда. Она обыграла Денисс ван Ламун в первом раунде и проиграла Ли Сон Джин во втором.

## Летние Олимпийские игры 2016 года
Эсебуа представляла Грузию на летних Олимпийских играх 2016 года в Рио-де-Жанейро. В командных соревнованиях Эсебуа приняла участие вместе с Юлией Лобженидзе и Хатуной Нариманидзе. Грузинские лучницы уступили в первом раунде сборной Мексики со счётом 0:6. Будучи 45-й после предварительного раунда, Эсебуа попала на индианку Дипику Кумари в первом раунде и уступила 4:6.